# Модрина польська (срібна монета)
«Модри́на по́льська» — срібна пам'ятна монета номіналом десять гривень, випущена Національним банком України. Присвячена зникаючому виду хвойних дерев із цінною деревиною модрині польській Larix polonica Racib. (родина соснових — Pinaceae), що поширений в українських Карпатах і занесений до Червоної книги України. Вирощують модрину польську в лісах, парках і ботанічних садах, зокрема в Кедринському заказнику та Скит Манявському заказнику.
Монету введено в обіг 26 листопада 2001 року. Вона належить до серії «Флора і фауна».

## Опис монети та характеристики
| Номінал грн. | Метал            | Маса, грам   | Діаметр, мм. | Якість виготовлення | Гурт     | Тираж, штук |
| ------------ | ---------------- | ------------ | ------------ | ------------------- | -------- | ----------- |
| 10           | срібло 925 проби | 31,1 / 33,62 | 38,61        | пруф                | рифлений | 3 000       |

### Аверс
На аверсі монет в обрамленні вінка, утвореного із зображень окремих видів флори і фауни, розміщено малий Державний Герб України та написи в чотири рядки: на монеті із срібла — «УКРАЇНА», «10», «ГРИВЕНЬ», «2001», а також позначення металу та його проби — «Ag 925», вага в чистоті — «31,1» та логотип Монетного двору Національного банку України.

### Реверс

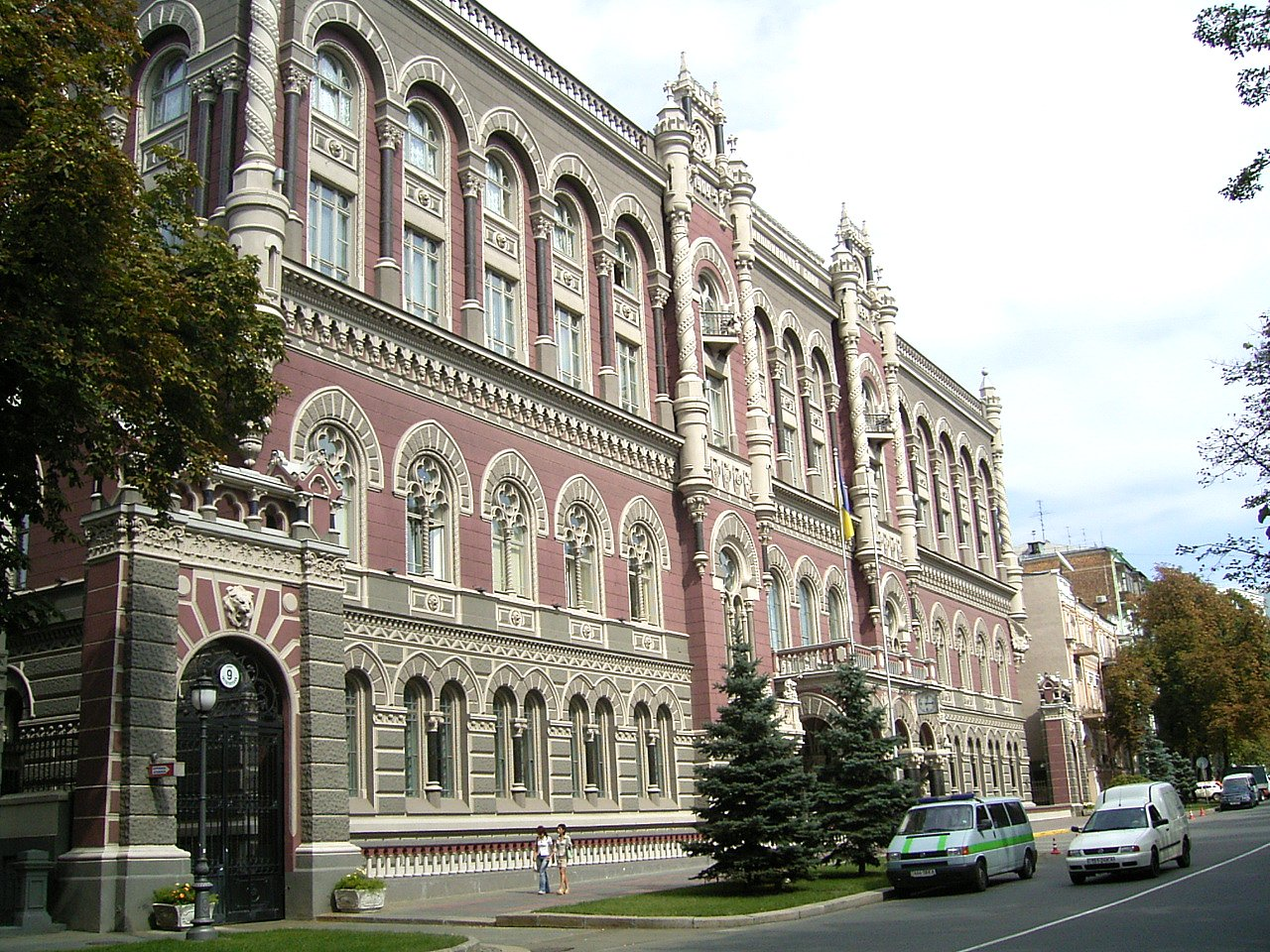
Будівля Національного банку України

На реверсі монети зображено соснову гілку з шишкою та розміщено кругові написи: угорі — «МОДРИНА ПОЛЬСЬКА», унизу — «LARIX POLONICA RACIB.».

## Автори
- Художник — Дем'яненко Володимир.
- Скульптор — Дем'яненко Володимир.

## Вартість монети
Ціна монети — 575 гривень була вказана на сайті НБУ в 2013 році.
Фактична приблизна вартість монети з роками змінювалася так:
| Рік        | 2010  | 2011  | 2012  | 2013  | 2014  | 2015  | 2016  | 2017  | 2018  | 2019  | 2020  | 2021  | 2022  | 2023  | 2024  | 2025  |
| ---------- | ----- | ----- | ----- | ----- | ----- | ----- | ----- | ----- | ----- | ----- | ----- | ----- | ----- | ----- | ----- | ----- |
| Ціна, грн. | 1 600 | 1 600 | 1 600 | 1 600 | 1 300 | 2 200 | 2 220 | 2 350 | 2 900 | 2 000 | 1 950 | 2 000 | 2 500 | 2 800 | 7 700 | 7 500 |